# Zürcher Kantonalbank Österreich
Die Zürcher Kantonalbank Österreich AG ist ein Tochterunternehmen der Zürcher Kantonalbank, Schweiz. Das Bankinstitut beschäftigt rund 106 Mitarbeiter (Stand per 31. Dezember 2022). Neben ihrem Hauptsitz in einem 1424 erstmals urkundlich erwähnten Gebäude in der Getreidegasse in der Salzburger Altstadt verfügt die Zürcher Kantonalbank Österreich AG seit 2002 über einen Standort in Wien.

## Geschichte
Das 1885 von Oskar Daghofer gegründete Bankhaus Daghofer wurde 1989 in Privatinvest Bank AG umbenannt. 1992 wurde die bis dahin eigenständige Privatbank zu 74 Prozent von der Dresdner Bank Tochter Reuschel & Co. und zu 26 Prozent von der Salzburger Sparkasse übernommen. Mit der Übernahme der Dresdner Bank durch die Commerzbank im Jahre 2009 ging die Reuschel & Co., und mit ihr auch die Mehrheitsbeteiligung an der Privatinvest Bank AG, in den Besitz der Commerzbank über.
Ende Oktober 2009 wurde die vollständige Übernahme der Privatinvest Bank AG durch die Zürcher Kantonalbank (ZKB) bekannt gegeben. Mit 1. Februar 2010 wurde die ZKB 100%ige Eigentümerin der Privatinvest Bank AG und per 19. Oktober 2011 erfolgte die Umfirmierung in Zürcher Kantonalbank Österreich AG. Diese konzentriert sich im internationalen Private Banking auf die Zielmärkte Deutschland und Österreich.
2025 wurde ZKBÖ von der Liechtensteinischen Landesbank AG gekauft und bis zur Fusion mit der bestehenden Liechtensteinischen Landesbank Österreich im Sommer 2025 als LLB Bank AG geführt.

## Eigentumsverhältnisse
Bis 2025: Die direkte Gesellschafterin ist die Zürcher Kantonalbank, Zürich mit 100 Prozent.
Ab Jänner 2025: Die direkte Gesellschafterin ist die Liechtensteinischen Landesbank AG mit 100 Prozent.

## Dienstleistungen
Die Zürcher Kantonalbank Österreich AG ist ein Kreditinstitut gemäß BWG. Sie ist ein auf Private Banking spezialisiertes Bankhaus und betreut vermögende Privatpersonen, Stiftungen und Unternehmer in Österreich und Süddeutschland und ist spezialisiert auf Vermögensverwaltung und Wertpapieranlagen. Sie führt keine Girokonten im klassischen Sinn und ist im Kreditbereich nur im Lombardgeschäft tätig.